# Grandes vacances
« Vacances d'été » redirige ici. Pour le film, voir Vacances d'été (film).

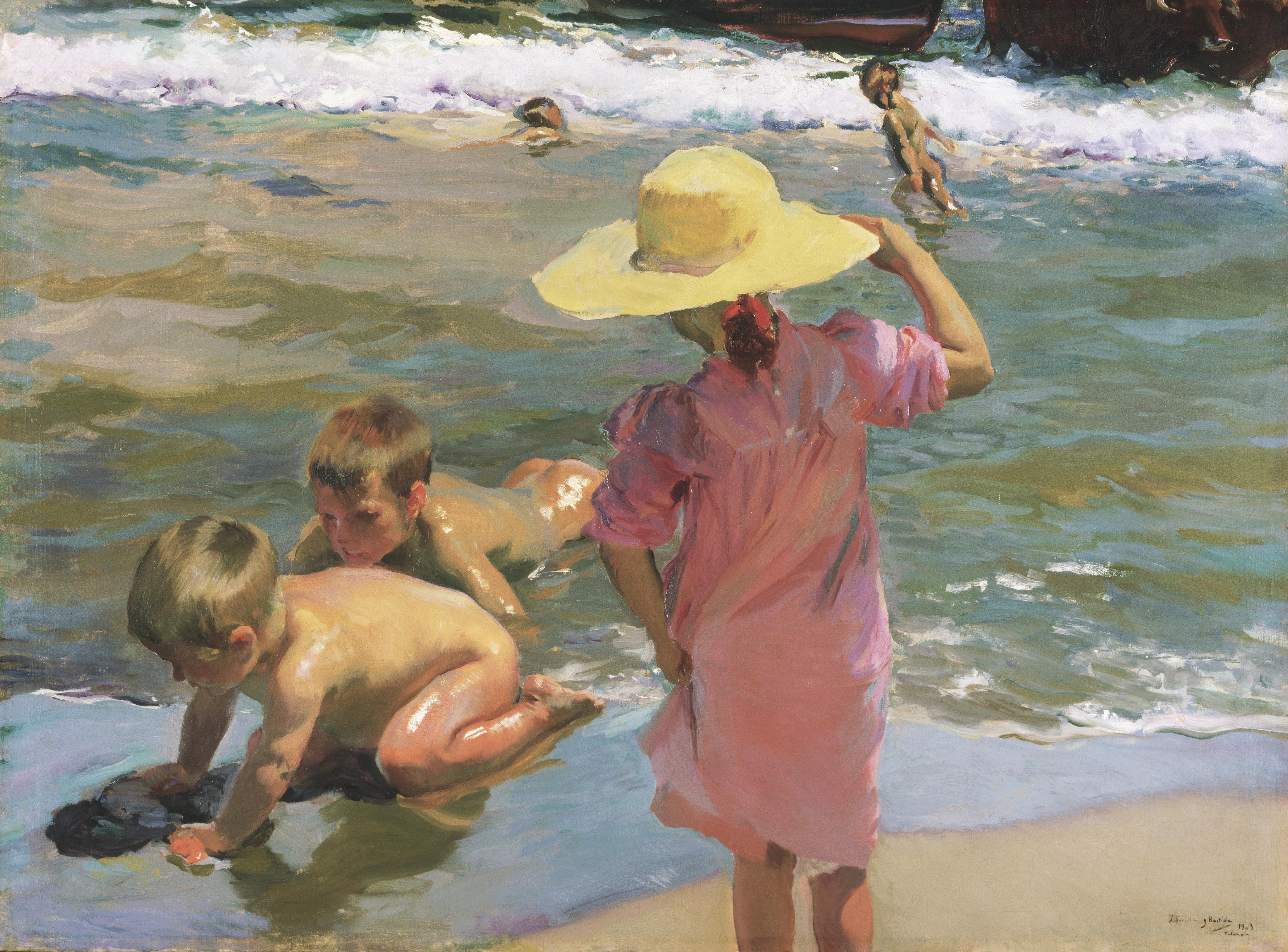
Joaquín Sorolla, Enfants au bord de la mer (1906).

Les grandes vacances désignent, depuis le XIXe siècle en Europe, la plus longue période de vacances scolaires, correspondant généralement aujourd'hui aux mois de juillet, d'août et début septembre dans l'hémisphère septentrional. Dans l'hémisphère austral, cette période commence à la mi-décembre, s'enchaîne tout le mois de janvier et s'achève vers la mi-février, ou jusqu'à début mars. Cette période est anachroniquement celle de la fenaison et des moissons dans l'hémisphère nord, qui nécessitaient auparavant la présence des enfants auprès de leurs parents dans les champs et les prés pour les travaux agricoles.
Depuis la seconde moitié du XXe siècle qui vit l'avènement des congés payés, les « grandes vacances » synonymes des vacances d'été se remarquent par leurs conséquences touristiques. Durant les grandes vacances, environ la moitié des Français prennent la plus grande part de leur congé. Ils quittent le plus souvent leur résidence principale, pour partir en direction de lieux éloignés des villes afin de se ressourcer en pleine nature (mer, campagne, montagne…) ou chercher le dépaysement total en allant dans les pays étrangers. Cette période permet aussi à certaines familles de profiter de leurs résidences secondaires.
Pour les personnes n'ayant pas le désir ou les moyens financiers de partir, cette période est souvent propice aux loisirs qui ne sont pas effectués habituellement durant le reste l'année, comme les activités sportives (piscine, promenade, …), ludiques (jeux de société, parc d'attraction…) ou culturelles (lecture, visite de musée, …). C'est également une période favorable aux réunions familiales.

## Antiquité
Sous l'Antiquité, l'empereur Hadrien fait construire une villa près de Tivoli, où il se repose pendant les fortes chaleurs. Pour s'éloigner de la température et des maladies de Rome, des aristocrates se font aussi bâtir des villas estivales, comme à Pompéi.

## En France

### Origine

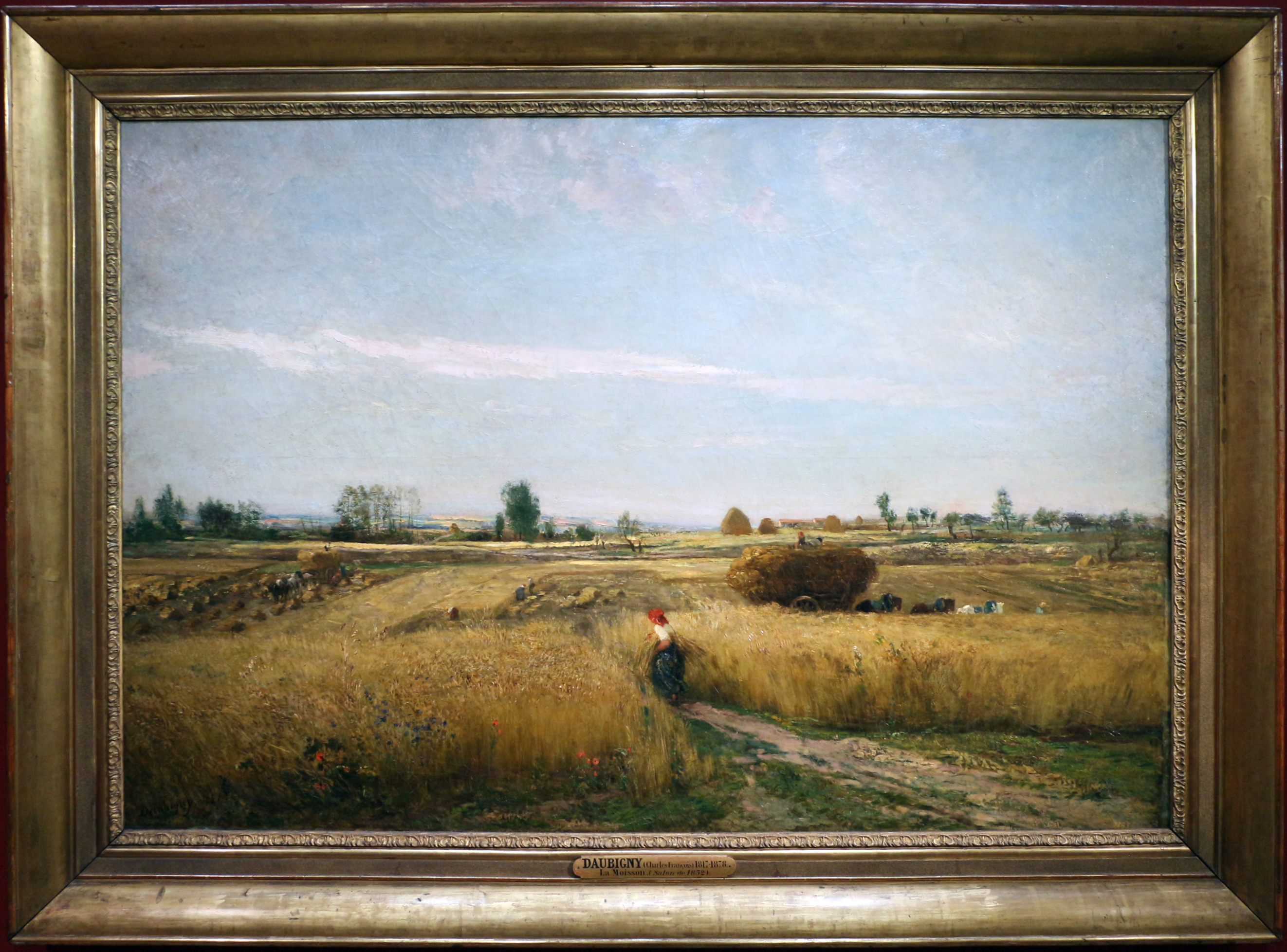
Charles-François Daubigny, Moisson (1851).

Le 12 avril 1231, le pape Grégoire IX accorde des vacances d'un mois pour les travaux agricoles,, même si chaque établissement scolaire appliquait en réalité ses propres règles,.
Du reste, les congés scolaires, environ 80 jours par an, suivent le calendrier des fêtes religieuses chrétiennes et sont surtout consacrés au recueillement et à la prière. Les pèlerinages vers des lieux saints comptent aussi parmi les moments où le travail est suspendu. Quant aux classes dirigeantes, elles possèdent souvent des résidences fortifiées à la campagne. L'organisation du calendrier est unifiée sous la Révolution et le Premier Empire.
Dans la première moitié du XIXe siècle, les vacances sont fixées d'abord pour les élèves de collège et de lycée, entre la mi-août et fin septembre. Contrairement à l'idée selon laquelle il s'agirait pour les enfants de cultivateurs d'aider leurs parents aux moissons (qui débutaient d'ailleurs dès juin par endroits), ces dates sont d'abord pensées pour des élèves privilégiés dont plusieurs rejoignaient leurs parents, à la fin de l'été, dans leurs résidences secondaires pour la période de la chasse à courre. En 1860, l'empereur Napoléon III accorde cinq jours de plus pour les fêtes de Pâques.
En 1912, le début des grandes vacances est avancé de deux semaines et fixé le 14 juillet. La rentrée a lieu le 1er octobre. Les colonies de vacances se développent après la Première Guerre mondiale.

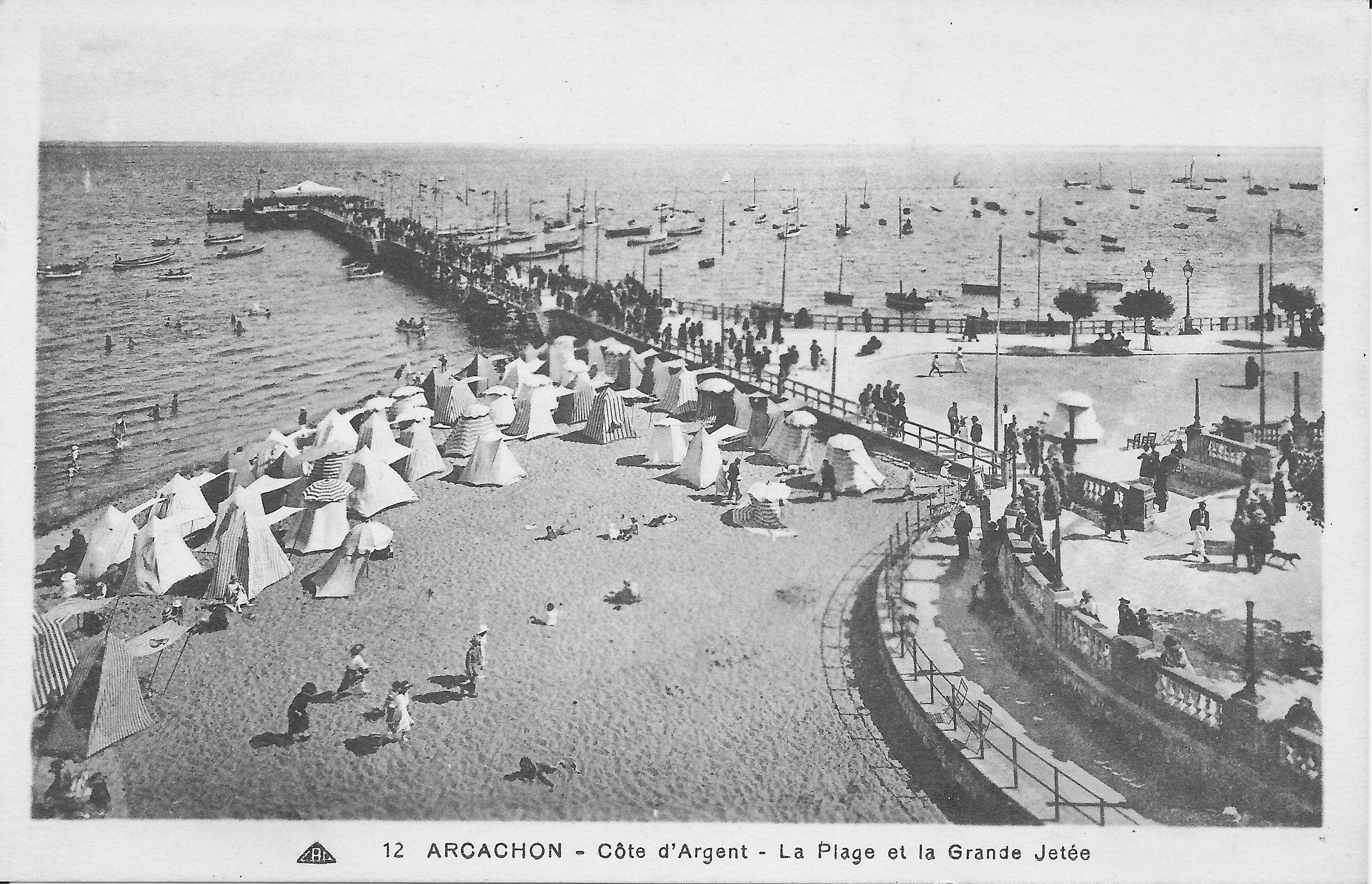
La plage d'Arcachon vers 1920.

Jusque 1936, l'association de ces vacances aux loisirs est donc étrangère à la majorité de la population et se limite aux classes aristocratiques. Au XIXe siècle, comme leurs consœurs européennes (dans le sillage du « Grand Tour »), celles-ci ont en effet pris l'habitude de quitter les villes lors des périodes chaudes pour se rendre sur les bords de mer, en ville d'eau ou en montagne, plus agréables et jugées thérapeutiques, participant notamment au développement de nombreuses stations balnéaires (Deauville, Arcachon, Biarritz, Nice, etc.) et à de nouvelles sociabilités. Moins fortunée, la bourgeoisie les imite mais se contente de vacances plus courtes, car, pendant ce temps, elle ne gagne pas d'argent, ce qui fait qu'elle bénéficiera un peu des congés payés bien que ceux-ci soient surtout une révolution pour la classe ouvrière. Destiné à un public cultivé, le Guide bleu est créé en 1916, suivi dans un registre cohérent du Guide vert en 1926.

### Naissance des congés payés

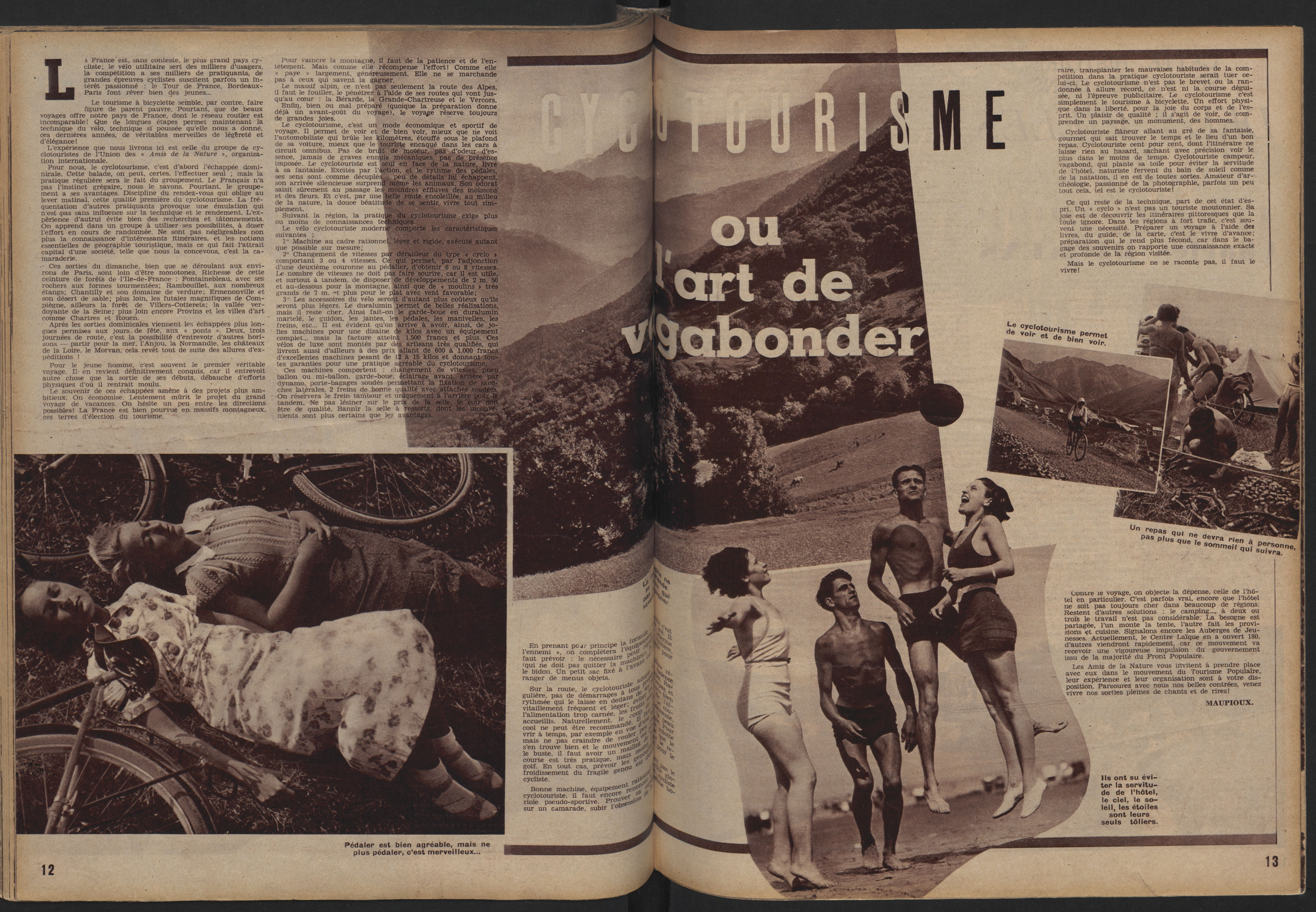
Reportage sur les congés payés dans le magazine Regards du 13 août 1936.

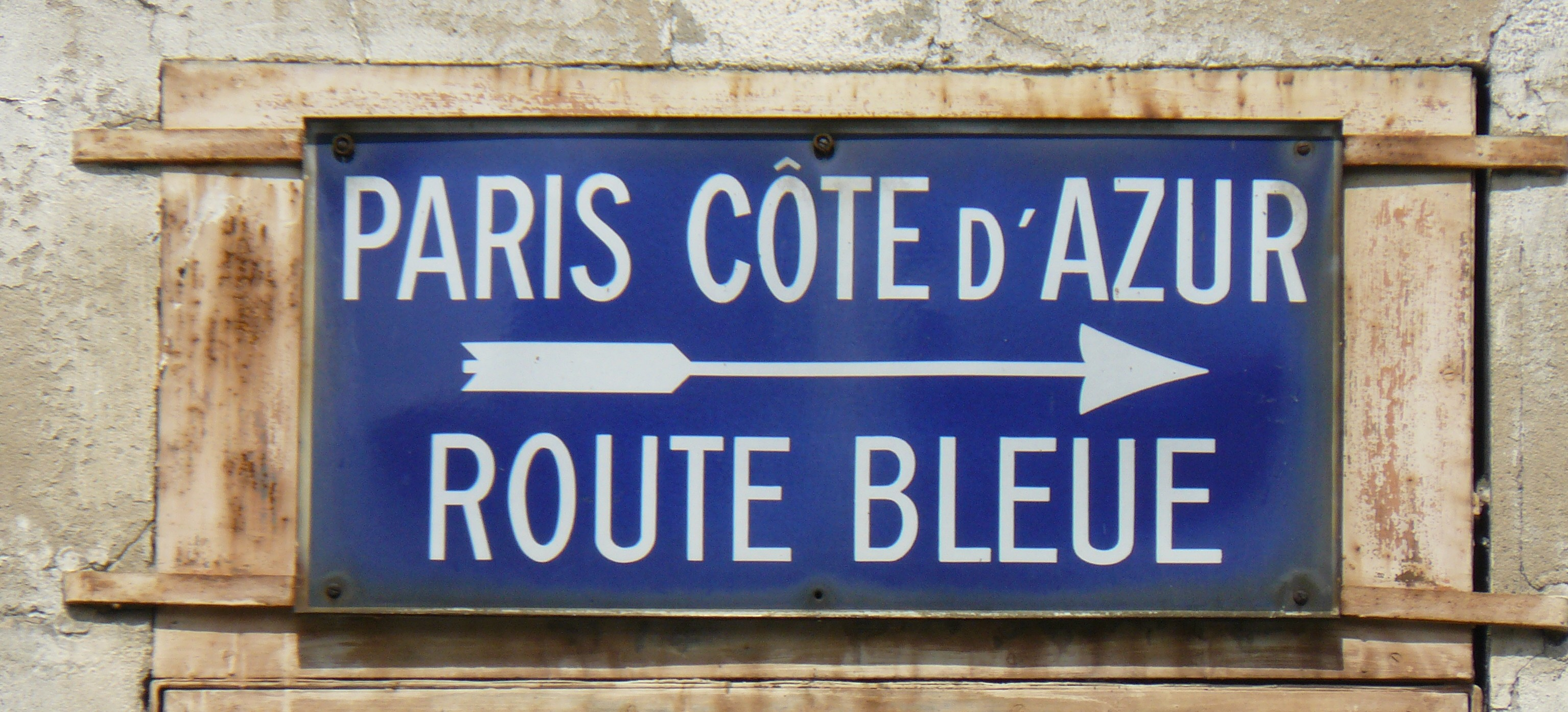
Plaque sur la route des vacances (Nationale 7).

L'instauration de 15 jours de congés payés en 1936 lors du Front populaire donna l'occasion à la classe ouvrière de pouvoir partir en vacances, généralement en été. Il faut cependant noter que certains secteurs professionnels permettaient déjà à leurs employés de bénéficier de congés depuis le XIXe siècle mais leur nombre ne dépasse pas 5 % avant 1936. Avec le Front populaire, on peut parler de réelles vacances puisqu'elles sont généralisées et que, dans une France où l'industrie commence à se substituer à l'agriculture, ces salariés n'ont pas à réaliser de travaux dans les champs et peuvent s'accorder un moment de détente, notamment pendant la période la plus chaude de l'année. Cependant, durant ce premier été, les Français n'ont pas forcément le temps de trop s'éloigner et, comme le note l'historien André Rauch, « dans le monde ouvrier, beaucoup en profitent pour retaper leur intérieur, investir leur vie domestique ».
Les chemins de fer ayant été nationalisés, un « billet de congé annuel » à prix réduit est lancé, bénéficiant à 600 000 personnes. Le chiffre est élevé et beaucoup de Français découvrent la mer, mais reste loin d'une véritable ruée. La plupart des Français en profite surtout pour rejoindre leur famille à la campagne. En 1937, ce sont un million et demi de billets qui sont vendus, chiffre à relativiser puisque beaucoup l'utilisent pour visiter l'Exposition universelle qui se déroule à Paris. La « civilisation des vacances » prend ainsi du temps à s'installer.
Un arrêté du 11 février 1939 uniformise les vacances scolaires pour les premier et second degrés. Outre la Toussaint, Noël et le Nouvel An, Mardi gras et Pâques, les grandes vacances sont les principaux congés de l'année, courant toujours de mi-juillet à fin septembre. La population rurale, qui compte encore pour 49 % des Français en 1950, peut ainsi continuer de profiter de l'aide des adolescents pour les travaux des champs estivaux.

### Trente Glorieuses
Toutefois, les congés payés, couplés à la prospérité des Trente Glorieuses et à la hausse du niveau de vie de la population, font que de nombreux Français partent en vacances dès le 1er juillet, désorganisant ainsi l'organisation de la fin de l'année scolaire. La réforme de 1960 s'aligne alors sur les pratiques de la population : la rentrée est avancée le 16 septembre et, en 1961, le début des grandes vacances est fixé le 28 juin. Elles courent alors sur dix semaines, leur maximum historique. Les agriculteurs sont pourtant encore nombreux à l'époque, si bien que des dérogations délivrées par l'inspecteur d'académie sont autorisées, afin de permettre à certains élèves concernés par les travaux agricoles de s'absenter entre les 15 et 30 septembre ; la procédure ne concerne néanmoins que les jeunes de plus de douze ans et est limitée aux départements viticoles.
En 1956, les Français obtiennent une troisième semaine de congés payés, une quatrième en 1968 puis une cinquième en 1982. Les usines prennent au fil du temps l'habitude de ralentir leur production en août. Mais les vacances coûtent encore cher dans les années 1950, et il faut compter sur les associations (religieuses ou laïques) et les comités d'entreprise pour permettre aux Français en congés de réellement « partir en vacances ». Le développement d'activités touristiques économiques comme le camping, les villages vacances VVF ou les résidences d'entreprises favorisent le mouvement, de même que le Guide du routard et ses « bons plans », créé en 1973. Le Club Méditerranée est fondé en 1950 et propose au départ de simples villages de cases comme logement. Le tourisme de masse se développe, les anciennes stations balnéaires se démocratisent alors que de nouvelles sortent de terre (La Grande-Motte), avec une architecture typique des années 1960. Les infrastructures dédiées au tourisme se multiplient (hôtels, résidences, bases de plein air et de loisirs, revues spécialisées, etc.). La Nationale 7 devient le symbole des vacances (puis les autoroutes), tandis que des films comme Le Gendarme de Saint-Tropez (1964) popularisent le tourisme balnéaire estival.
En 1967, l'ingénieur et administrateur à l'INSEE Claude Goguel écrit dans Les vacances des Français : « Pour près d’un Français sur deux, l’année se décompose, comme naguère pour les seuls écoliers, en deux périodes bien distinctes : l'attente des vacances et les vacances. [...] Du fait de la synchronisation presque parfaite des départs, ce rythme de vie déséquilibré se transforme en une immense pulsation nationale dont l'ampleur s’accroît chaque année ».

### Vers les huit semaines: évolution récente
Tandis que les noms des petites vacances se déchristianisent au début des années 1980 (les vacances de Pâques deviennent ainsi les « vacances de printemps »), les grandes vacances sont raccourcies de deux semaines, sous l'influence des mouvements pédagogiques, afin de rallonger les vacances d'automne et d'hiver et de mieux équilibrer ces congés scolaires durant l'année. L'extinction de la petite paysannerie, l'exode rural et la mécanisation agricole conduisent ainsi à ramener la rentrée au début du mois de septembre en 1981. Le maintien des vacances d'été sur huit semaines est lié aux intérêts économiques du secteur du tourisme, qui réalise son meilleur chiffre d'affaires durant ces deux mois. La réduction du temps de travail (congés payés, 35 heures, RTT) offrent enfin davantage de possibilités aux Français de profiter des grandes vacances, même si chaque année un certain nombre de foyers trop modestes ne peuvent pas se le permettre (40 % des Français), ou se sacrifient pour privilégier celles de leurs enfants. En définitive, en un siècle, les grandes vacances, instaurées en raison des besoins du monde agricole, se sont muées en période consacrée aux pratiques touristiques.
Le zonage des vacances d’été instauré en 1965, est supprimé en 1971. Celui des vacances de février et de printemps date de la même époque.
Au fil du temps, les « grandes vacances » sont devenues un rituel important de la France contemporaine. Comme le note le sociologue Jean Viard, « elles n'ont pas seulement une fonction de repos, mais aussi d'organisation du temps dans la société. C'est un temps où l’on réfléchit individuellement et collectivement au bilan des mois écoulés et où l’on se prépare à repartir du bon pied, d’où cette impression qu’il ne faut pas rater ses vacances car elles marquent le départ d’une nouvelle année ». Cela est particulièrement mis en lumière par les bouleversements engendrés par la pandémie de Covid-19, qui affectent la programmation des grandes vacances de manière inédite.
En 1998, plus d'un quart des enfants français ne sont pas partis en vacances d'été, essentiellement pour des raisons financières. En 2012, Alternatives économiques observe que sept cadres et membres d'une profession intellectuelle supérieure sur dix partent en vacances, ce qui n'est le cas que pour moins d'un ouvrier et d'un agriculteur sur deux. Au total, plus d'un tiers de la population française reste tout l'été à domicile.

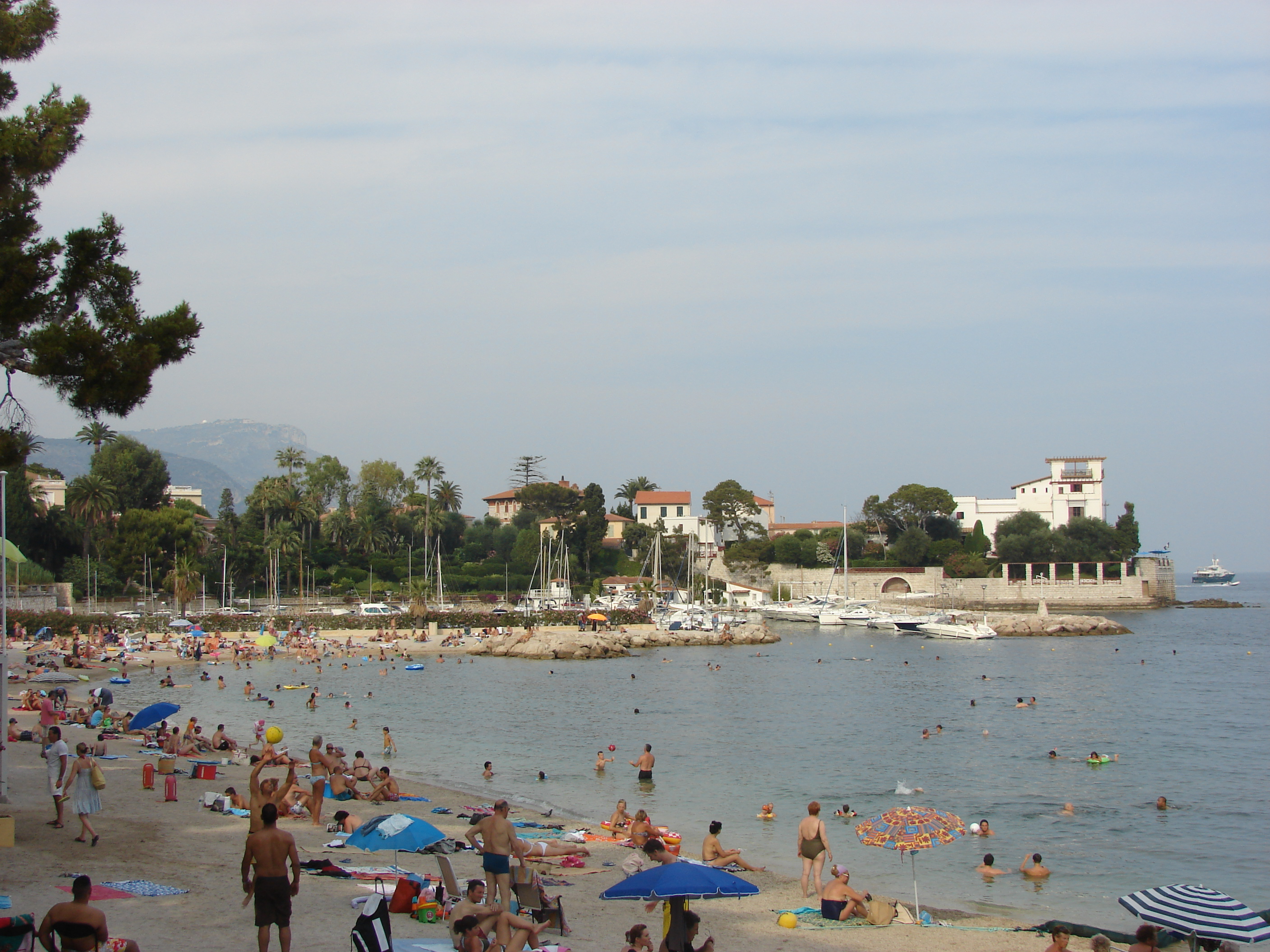
Plage à Beaulieu-sur-Mer en 2010.

Les séjours et destinations de vacances, notamment les déplacements lointains, durables et internationaux, sont des marqueurs socio-culturels forts et des effets de mode d'une certaine profondeur, que l'impossibilité de suivre par nécessité économique est souvent une source de honte particulièrement douloureuse. Aussi, la dissimulation et le mensonge ne sont pas rares. Attristés, par exemple, de se sentir exclus des récits de congés d'été de camarades et collègues, 11 % des gens en France revendiqueraient être allés en des lieux de façon fictive, ou certains évitent le sujet, éludent le caractère financier et obligé de leur non-départ.
Cette période est accompagnée par un afflux massif de touristes, français ou étrangers, mais également des bouchons sur les autoroutes, en particulier sur l'autoroute du Soleil. On distingue encore les « juillettistes » des « aoûtiens » même si, hors population scolaire, les pratiques touristiques évoluent et s'étendent de nos jours à juin ou septembre.
Le développement de compagnies et d'offres low-cost (avions, train, covoiturage) et l'utilisation récente d'Internet permettent davantage de flexibilité dans l'organisation des vacances (grandes ou petites) et permettent à de nouvelles couches de la population de quitter leur domicile, en France ou à l'étranger, alors que les pratiques touristiques s'insèrent de plus en plus dans la mondialisation et se diversifient (écotourisme, etc.)[réf. nécessaire].

## Périodes estivales de vacances concernant l'éducation actuelle

### EnFrance
En France hexagonale, elles débutent généralement après les examens tels que le diplôme national du brevet ou le baccalauréat, donc début juillet, et se terminent généralement au tout début du mois de septembre, sauf pour les élèves travaillant quatre jours par semaine ou pour les étudiants à l'université, pour lesquels la rentrée a lieu généralement courant septembre en métropole[réf. nécessaire].
Durant cette période, certains étudiants[Combien ?] en profitent pour gagner de l'argent grâce aux emplois d'été (saisonniers).
Afin d'équilibrer l'année scolaire, la réduction de huit à six semaines des vacances d'été a été abordée à plusieurs reprises, mais jamais concrétisée,,.

### EnAustralieet enNouvelle-Zélande
Sur ces terres de l'hémisphère austral, les grandes vacances estivales débutent après les examens, donc mi-décembre, tout le mois de janvier et se terminent généralement à la mi-février.

### Au Canada

#### Au Québec
Pour les élèves du primaire et du secondaire, les vacances d'été débutent un peu avant la Fête nationale du Québec, le 24 juin. L'école reprend en général à la fin d'août ou au début de septembre. Le jour férié marquant la rentrée des classes est la Fête du Travail le premier lundi de septembre.
Au cégep et à l'université, les examens de fin d'année terminent généralement en mi-juin, et le trimestre d'automne commence autour de la Fête du Travail.
À la fin de juin, les écoles secondaires, les cégeps et les universités organisent les bals des finissants. Les finissants du secondaire ont leur remise de diplômes et dans le milieu universitaire on célèbre les collations des grades.
La Fête du Canada le 1er juillet étant aussi au Québec le Jour du déménagement, plusieurs étudiants qui ont pris un appartement pour vivre plus près de leur cégep ou université et qui terminent leurs études déménagent au début des vacances.
Le début des vacances scolaires d'été coïncide avec l'ouverture des piscines publiques extérieures et le début de l'ouverture quotidienne des zoos et des parcs d'attraction comme La Ronde. D'ailleurs, plusieurs étudiants travaillent dans ces installations et d'autres postes saisonniers dans le domaine du tourisme. Ils peuvent se faire engager aussi dans des magasins ou dans des restaurants puisqu'il faut garantir des remplaçants aux employés qui prennent leurs vacances. Certains se servent de leur salaire pour payer leurs matériaux, livres et droits de scolarité pour l'année scolaire suivante.
Plusieurs familles où les deux parents travaillent au cours de l'été inscrivent leurs enfants plus jeunes dans les camps de jour. Certaines institutions telles que l'Université de Montréal ou le Cégep Marie-Victorin en organisent ; d'autres par leur municipalité. Beaucoup de jeunes partent une semaine en camps de vacances organisé par les scouts ou des camps thématiques, tels les camps musicaux tels que le camp musical Père-Lindsay en Lanaudière. Les municipalités organisent également des ligues de baseball ou de soccer où peuvent s'inscrire les enfants.
En fin juillet et début août les vacances de la construction ont lieu, où le domaine de la construction et les industries connexes cessent de travailler pendant deux semaines. Plusieurs parents en profitent pour prendre un voyage en famille avec leurs enfants, causant des embouteillages importantes aux postes frontaliers vers les États-Unis.
Les élèves ayant échoué aux examens après les cours du secondaire ont droit à une session de rattrapage grâce à laquelle ils reprennent des examens. Dans les universités, des cours d'approfondissement ou de rattrapage sont offerts durant l'été.

### Au Japon
Au pays du Soleil Levant, l'année scolaire commence en avril pour se terminer en mars. Elle se divise en deux semestres, août étant le mois des vacances de l'O-bon. Ensuite, les élèves ont congé pour le Nouvel an. Cette manière d'organiser le calendrier scolaire fait en sorte qu'il n'existe pas de notion de « grandes » vacances, mais bien de relâches périodiques pour revenir en force le semestre suivant.